# 扎克·拉文
扎克·拉文（英語：Zach LaVine，1995年3月10日—），美國職業籃球運動員，他在2014年NBA選秀被明尼蘇達灰狼以第一輪第十三順位選中。目前效力於國家籃球協會的沙加緬度國王。場上位置為得分後衛。
拉文生長於華盛頓州，曾被譽為是該州最頂尖的高中球員。他在大學時期效力於加州大學洛杉磯分校仙熊隊。在經過加州大學洛杉磯分校（UCLA）的一個賽季後，他被選為太平洋十二校聯盟最佳新人之一，並進入了國家籃球協會。他以明尼蘇達新秀之姿，贏得聯盟的灌籃大賽冠軍，並且入選NBA最佳新秀陣容第二隊。在2019年11月24號對上黃蜂的比賽中，拿下全場最高49分，他在這場也投進了13顆三分球，追平了斯蒂芬·科里的紀錄，並列歷史第二。

## 早年生活
拉文生於華盛頓州倫頓的體育世家。他的父親保羅（Paul）是合眾國美式足球聯盟（USFL）與國家美式足球聯盟（NFL）的職業美式足球球員，而母親謝麗爾·強森（Cheryl Johnson）則是一位壘球球員。拉文在約五歲左右時，看到了在中的麥可·喬登而啟發他對籃球的興趣。後來，他變成了柯比·布萊恩的粉絲，並在比賽中效仿著他的兒時偶像。
拉文最初在家中的後院打球，他的父親要他反覆地模仿NBA的三分球大賽來練習。之後，他進入了位在華盛頓州巴薩爾的巴薩爾高中就讀。他在隊中擔任控球後衛的位置，也是隊上最主要的控球員。他在十一年級那年長到了6英尺3英寸（1.91）高，而他也因此在完成例行投籃練習後，開始在自家後院練上幾小時的灌籃。
到了十二年級那年，他有著場均28.5分、3.4個籃板及2.5次助攻的表現，且入選為2013年美聯社年度最佳華盛頓州球員與華盛頓籃球先生。拉文被Rivals.com評為四星新秀, 且在2013年被列為第12名得分後衛及全國第44名球員。

## 大學生涯
2012年6月20日，拉文口頭證實他將進入加州大學洛杉磯分校就讀，並在班·霍蘭德教練的執教下打球。在霍蘭德教練執教九個月被開除後，拉文卻考慮留在該州並進入華盛頓大學就讀。然而，他最終決定留在新教練史蒂夫·埃爾福特的UCLA；拉文繼承了他父親對UCLA的情感，他的父親在UCLA附近的加利福尼亞州聖博納迪諾長大，且一直是仙熊籃球隊的粉絲。

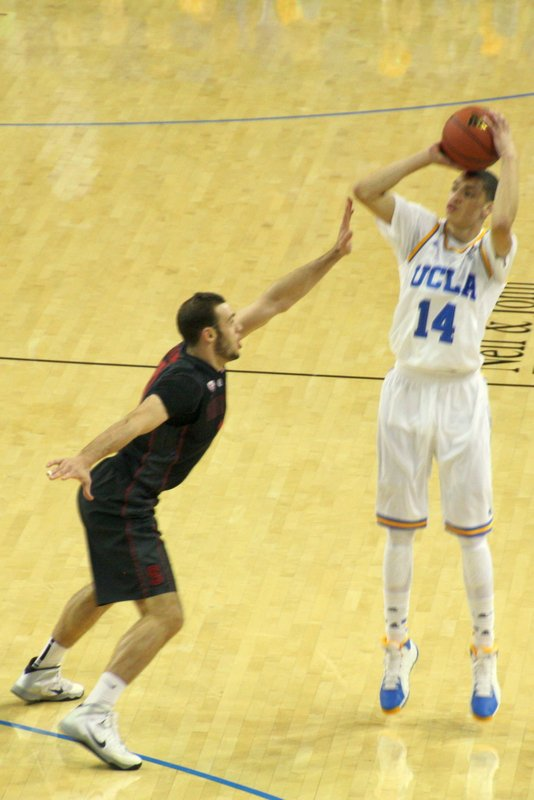
拉文在史丹佛大學球員面前投射

在2013－14球季於該隊擔任第六人的強勢開局後，擁有令人印象深刻的外線投射能力與爆發力灌籃的前控球後衛，讓人想起了曾是仙熊球員的羅素·衛斯特布魯克當時在UCLA的開端。NBA選秀專家開始在他們的2014年NBA選秀預測中給拉文很高的排名，若是他公開宣布參加選秀的話。ESPN.com選秀專家查德·福特認為拉文的吸引力來自於他與維斯布魯克相似。出於這點，福特將他列為第10順位新秀，而NBADraft.net則將他排在第5順位。在這個賽季期間，拉文向來與埃爾福特教練的大一兒子布萊斯·埃爾福特一同出賽，通常都是由後者來控球，而先發的凱爾·安德森則是該隊的主力控球。在2014年1月26日開始的六場比賽期間，他經歷了一段低潮，出手36次僅中7球。他本賽季9.4分的場均得分是全隊第四名，而他的48次三分球命中則是校史上大一球員的第二名。然而，他在最後18場比賽中有14場未能達到雙位數以上的得分，且在最後5場比賽中總計只拿下11分，8次的三分球嘗試皆未命中。儘管他在季末的表現不盡理想，但他仍入選為太平洋十二聯盟最佳新秀陣容，且他與布萊斯·埃爾福特皆被選為該隊的最有價值新秀。
2014年4月16日，拉文宣布參加NBA選秀，並放棄他在大學剩餘三年參加選秀的資格。

### 大學生涯數據
| 2013–14  | 洛杉磯加大 | 37 | 1 | 24.4 | 44.1 | 37.5 | 69.1 | 2.5 | 1.8 | 0.9 | 0.2 | 1.1 | 2.0 | 9.4 |
| 大學生涯 | 大學生涯   | 37 | 1 | 24.4 | 44.1 | 37.5 | 69.1 | 2.5 | 1.8 | 0.9 | 0.2 | 1.1 | 2.0 | 9.4 |

## NBA生涯

### 明尼蘇達灰狼（2014–2017）

#### 2014-15年賽季
2014年6月26日，拉文在2014年NBA選秀被明尼蘇達灰狼以第一輪第十三順位選中，並在7月8日與他簽下新秀合約。灰狼選上他是看中他的長期發展潛力，而非即時的回報。拉文在2014－15年賽季的前五場比賽總計出場12分鐘。但是在先發的瑞奇·盧比歐因腳踝受傷無限期缺陣後，拉文超越老將莫·威廉斯成為先發控球後衛。拉文在教練菲利普·桑德斯贊同威廉斯而被換下至板凳後，他於11月28日對陣洛杉磯湖人全場攻下28分，並帶領球隊以120比119分獲得勝利。他是NBA歷史上唯二從板凳出發，拿下25分與5次助攻的青少年。拉文在威廉斯因背部痙攣缺陣的情況下，再度重返先發陣容。拉文於12月6日對陣聖安東尼奧馬刺全場奪得22分及10次助攻，獲得他的首次雙十。他也因此成為NBA歷史上第四位達成20分、10助攻的青少年球員。
2015年2月，盧比歐的回歸導致拉文的上場時間被壓縮。不過，在威廉斯於該月被交易出去的情況下，開拓了更多的上場機會。在2015年NBA全明星賽周末期間，拉文贏得灌籃大賽冠軍，成為自1997年18歲的布萊恩後最年輕冠軍得主。他在做出第一次灌籃後開始受到大家的關注，他在這次灌籃身著喬登在《怪物奇兵》中的23號球衣。拉文在前兩次灌籃中皆拿下滿分50分，這是自2009年的德懷特·霍華德後首位得到兩次以上滿分的球員。Yahoo!奇摩運動更讚賞他為「全明星賽週六之夜最激動人心的表演……且老實來講也是多年來之最。」拉文在明星賽周末也參加了新秀挑戰賽。4月11日，拉文在對上金州勇士的比賽中，拿下該季最佳的37分得分及9個籃板，不過未能帶領球隊贏球。拉文在本季共上場77次及先發40場，取得場均10.1分、2.8個籃板及3.6次助攻的成績，投籃命中率達42.2%，三分球命中率則有34.1%。他也獲選為NBA最佳新秀陣容第二隊。

#### 2015-16年賽季

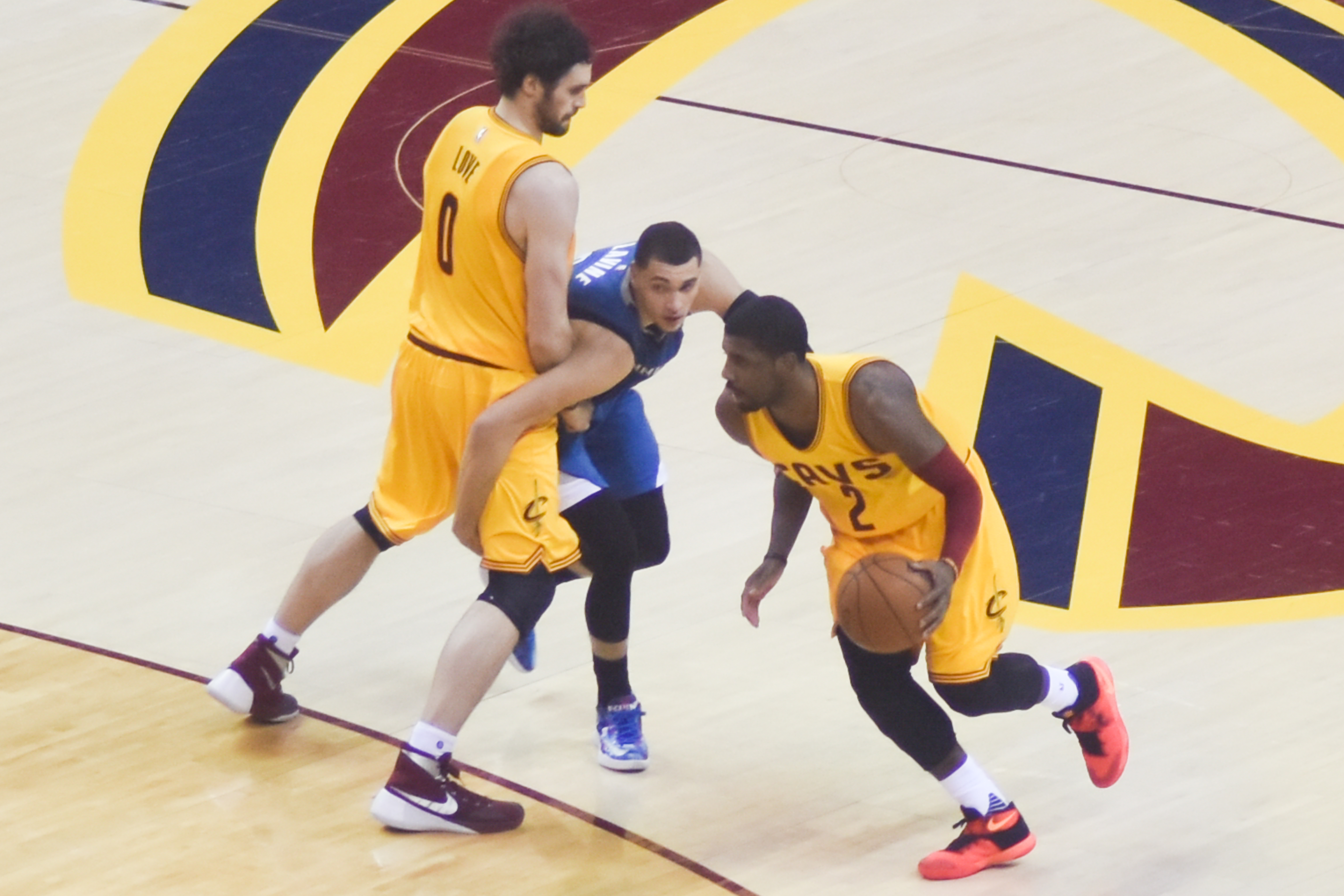
拉文防守克里夫蘭騎士的進攻

2015年10月21日，灰狼執行拉文新秀合約第三年球隊選擇權，將合約延長至2016-17年球季。隨著盧比歐在11月初的缺陣，拉文接手了先發得分後衛的位置，並增加了他的上場時間。11月13日，他在對上印第安那溜馬的比賽中，拿下本季最高的26分，但球隊仍不幸敗北。隨後，他於12月13日敗給鳳凰城太陽的比賽中，取得28分突破自己的本季新高紀錄。2016年1月27日，他在對上俄克拉何马城雷霆的比賽中奪得35分，與他的生涯最高得分僅差2分。他本役的35分改寫了球隊的板凳球員紀錄，也為2015-16球季非先發球員最高得分設下了新高。同時，他也追平了灰狼82.4%（17投14中）的單場投籃命中率紀錄，以及最多兩分球未失投紀錄（9投9中）。2016年全明星賽期間，拉文於新秀挑戰賽為美國隊攻下30分，並贏得最有價值球員的殊榮。他也在隔日成功衛冕他的灌籃大賽冠軍，成為自麥可·喬丹、傑森·理察森和內特·羅賓森後第四位完成二連霸的冠軍得主。他與亞倫·戈登間的對決，在最終回兩度延長賽的情形，被拿來與1988年的喬丹及多明尼克·威金斯做比較。

#### 2016-17年賽季
2016年10月24日，灰狼執行拉文新秀合約第四年球隊選擇權，將合約延長至2017-18年球季。11月9日，拉文追平生涯最高的37分紀錄，幫助球隊擊敗奧蘭多魔術。12月23日，他拿下生涯新高的40分，並追平生涯單場7顆三分球命中的紀錄，但灰狼仍以105比109敗給沙加緬度國王。他在第二節得到接近生涯單節得分紀錄的19分；他曾在2015年4月11日對上勇士的第四節拿下20分。2017年2月4日，拉文因為左膝蓋前十字韌帶撕裂，宣告本季報銷。他在10日後順利完成膝蓋重建手術。

### 芝加哥公牛（2017–2025）
他在2017年6月22日與克里斯·鄧恩以及一支選秀籤被交易至芝加哥公牛，而灰狼則迎來吉米·巴特勒。
2018年1月13日，拉文在缺席11個月的首場比賽中得到14分，球隊仍以107-105擊敗底特律活塞。2月5日，他拿下27分球隊但仍以98-104輸給薩克拉門托國王。2月9號拉文砍下35分的賽季新高，以114-113險勝明尼蘇達灰狼。
2018年開季，拉文開季連續三場得分30分，歷史上只有兩名公牛球員能做到，分別就是他和名人堂球員迈克尔·乔丹。
2018年11月5日在公牛對陣紐約尼克的比賽上，公牛以116比115第二次加時下擊敗對手。拉文在這場比賽中獲得生涯新高41分外加4助攻4籃板。
2018年2月24日，公牛對陣波士頓塞爾提克的比賽中，拉文29投17中砍下42分6籃板4助攻，在這場比賽中獲得生涯新高。
2019年3月2日，亞特蘭大老鷹和公牛這兩支東區青年軍聯手奉上了一場精彩的四加時大戰。最終，公牛以168-161擊敗老鷹，拉文拿到47分9籃板9助攻，上演了超強對決。
2019年11月24日，公牛在對上夏洛特黃蜂時，拉文拿下了生涯新高的49分，其中包含了13顆三分球。這場比賽公牛在剩下45.3秒時還落後8分，但公牛在這45.3秒內灌進14分，終場以116-115擊敗黃蜂，其中拉文包辦了14分中的9分，包含了在剩下0.8秒時的絕殺三分球。
2021年2月24日，聯盟公布全明星賽陣容，拉文獲入選東部全明星替補陣容。
2021年4月10日，對陣亞特蘭大老鷹上半場拉文得39分，全場攻下生涯新高50分。
2021年7月7日，拉文與公牛簽下了新的五年頂薪合約。
2023年10月28日，拉文在以118-102輸給底特律活塞的比賽中拿下生涯最高的51分。

### 萨克拉门托国王（2025–）
2025年2月3日，拉文在一笔三方交易中被交易到萨克拉门托国王。

## 國家隊生涯
2021年6月，拉文入選美國男籃參加東京奧運會12人大名單，並最終奪得金牌。

## 職業生涯數據

### NBA例行賽數據統計
| 賽季     | 球隊     | GP  | GS  | MPG  | FG%  | 3P%  | FT%  | RPG | APG | SPG | BPG | PPG  |
| -------- | -------- | --- | --- | ---- | ---- | ---- | ---- | --- | --- | --- | --- | ---- |
| 2014–15  | MIN      | 77  | 40  | 24.7 | .422 | .341 | 842  | 2.8 | 3.6 | .7  | .1  | 10.1 |
| 2015–16  | MIN      | 82* | 33  | 28.0 | .452 | .389 | .793 | 2.8 | 3.1 | .8  | .2  | 14.0 |
| 2016–17  | MIN      | 47  | 47  | 37.2 | .459 | .387 | .836 | 3.4 | 3.0 | .9  | .2  | 18.9 |
| 2017–18  | CHI      | 24  | 24  | 27.3 | .383 | .341 | .813 | 3.9 | 3.0 | 1.0 | .2  | 16.7 |
| 2018–19  | CHI      | 63  | 62  | 34.5 | .467 | .374 | .832 | 4.7 | 4.5 | 1.0 | .4  | 23.7 |
| 2019–20  | CHI      | 60  | 60  | 34.8 | .450 | .380 | .802 | 4.8 | 4.2 | 1.5 | .5  | 25.5 |
| 2020–21  | CHI      | 58  | 58  | 35.1 | .507 | .419 | .849 | 5.0 | 4.9 | .8  | .5  | 27.4 |
| 2021–22  | CHI      | 67  | 67  | 34.7 | .476 | .389 | .853 | 4.6 | 4.5 | .6  | .3  | 24.4 |
| 2022–23  | CHI      | 77  | 77  | 35.9 | .485 | .375 | .848 | 4.5 | 4.2 | .9  | .2  | 24.8 |
| 職業生涯 | 職業生涯 | 555 | 468 | 32.4 | .465 | .384 | .833 | 4.0 | 3.9 | .9  | .3  | 20.5 |
| 明星賽   | 明星賽   | 2   | 0   | 19.5 | .588 | .400 | .500 | 3.5 | 3.0 | 1.5 | .0  | 12.5 |

### NBA附加賽數據統計
| 賽季     | 球隊     | GP | GS | MPG  | FG%  | 3P%  | FT%  | RPG | APG | SPG | BPG | PPG  |
| -------- | -------- | -- | -- | ---- | ---- | ---- | ---- | --- | --- | --- | --- | ---- |
| 2023     | CHI      | 2  | 2  | 40.7 | .419 | .154 | .800 | 5.0 | 2.5 | 1.0 | .0  | 27.0 |
| 職業生涯 | 職業生涯 | 2  | 2  | 40.7 | .419 | .154 | .800 | 5.0 | 2.5 | 1.0 | .0  | 27.0 |

### NBA季後賽數據統計
| 賽季     | 球隊     | GP | GS | MPG  | FG%  | 3P%  | FT%  | RPG | APG | SPG | BPG | PPG  |
| -------- | -------- | -- | -- | ---- | ---- | ---- | ---- | --- | --- | --- | --- | ---- |
| 2022     | CHI      | 4  | 4  | 38.3 | .429 | .375 | .933 | 5.3 | 6.0 | .8  | .3  | 19.3 |
| 職業生涯 | 職業生涯 | 4  | 4  | 38.3 | .429 | .375 | .933 | 5.3 | 6.0 | .8  | .3  | 19.3 |

## 註記
1. ↑  首位是1997年的柯比·布萊恩[20]
2. ↑  前三位為雷霸龍·詹姆士、達胡安·瓦格納與史蒂芬·馬布里。[23]

## 外部連結
- 扎克·拉文在fiba.basketball（英语）
- 扎克·拉文在NBA官網（英语）
- 扎克·拉文在Basketball-Reference.com（NBA）（英语）
- 扎克·拉文在Sports-Reference.com（NCAA）（英语）
- 扎克·拉文在ESPN（NBA）（英语）
- 扎克·拉文在Eurobasket.com（球員）（英语）
- 扎克·拉文在Proballers（英语）
- 扎克·拉文在RealGM（英语）
- 扎克·拉文在Olympics.com（英语）
- 扎克·拉文在Olympedia（英语）
- 扎克·拉文在Team USA (archived)（英语）
- UCLA Bruins bio Archive.today的存檔，存档日期2016-10-11
- 扎克·拉文的X（前Twitter）